# Cal Maginet (Tàrrega)
Cal Maginet és una casa modernista de Tàrrega (Urgell) protegida com a bé cultural d'interès local.

## Descripció
És una casa entre mitgeres, de gran alçada i esveltesa. És d'un clar estil modernista, construïda l'any 1904, però dins de l'eclecticisme, ja que molts dels seus elements ornamentals són de factura neogòtica (transformats). Consta de planta baixa i dos pisos superiors. En els anys 90 se li va adossar una estructura superior de maó, de dues plantes, formada per grans finestrals quadrangulars que ocupen gairebé tota la superfície. Estructura que xoca considerablement amb l'edifici originari. La planta baixa està formada per tres grans arcades en forma de portalada, les quals són d'arc rebaixat i estan fetes amb pedra arrebossada. Una d'elles, el lateral dret correspon a l'entrada de l'habitacle i les dues restants són destinades a un restaurant.
La primera planta bé remarcada per tres finestres allindades que desemboquen en balcons de forma suaument lobulada que aporten una barana de forja molt treballada. A la segona planta hi ha tres obertures més, finestrals geminats amb arcs piramidals (apuntats) escalonats a la pedra, d'inspiració neogòtica. Les sis finestres de la primera planta estan dotades d'un trencaaigües que ressegueix la part superior de cada una finalitzant en simples mènsules. Tot l'edifici és cobert per l'estructura afegida actualment.

## Història
La porta va ser forjada per Sr. Vallerín i també es creu que la tribuna fou obra seva.